# Микитюк Сергій Олександрович
Сергі́й Олекса́ндрович Микитю́к (нар. 22 травня 1972 року, Харків) — педагог, психолог, кандидат психологічних (1997), доктор педагогічних наук (2013), професор (2014). Син Микитюка Олександра Миколайовича.

## Біографічні дані
Народився 22 травня 1972 року в Харкові.
У 1994 році закінчив Харківський педагогічний університет, де й працює з 1997 року: з 2002 по 2009 — завідувач, з 2009 — професор кафедри психології.
З 2012 — доцент кафедри психології ХНПУ імені Г.С. Сковороди; з 2013 — професор кафедри психології; з 2015 — назву кафедри було перейменовано, тому є професором кафедри філософсько-психологічної антропології.

## Наукова робота
Проводить наукові дослідження психолого-педагогічних аспектів удосконалення навчально-вихововного процесу у вищій школі та розвитку особистості.

### Основні праці
За ЕСУ:
- Психолого-педагогічні аспекти оптимізації навчально-виховного процесу. — 2000 (співавтор);
- Ресурсний підхід до професійної підготовки майбутнього вчителя. — 2012;
- Психологія: підручник. — 2012 (співавтор);
- Науковий підхід до педагогічних досліджень. — 2012 (співавтор);
- Фізіологічний, психологічний та освітньо-професійний ресурси в системі підготовки вчителя. — 2016 (співавтор); (усі — Харків)[1].